# MGMT
MGMT는 벤 골드와서와 앤드루 밴와인가든이 결성한 2인조 네오 사이키델릭 락 밴드이다. 그들은 뉴욕 브루클린에 근거지를 두고 있다. 첫 번째 앨범 발매 후 매튜 어스티, 제임스 리차트슨, 윌 버만이 라이브 밴드 멤버로 새롭게 합류했다. MGMT는 벤 골드와서와 앤드루 밴와인가든이 웨슬리언 대학교에 재학할 당시 결성 된 후 Cantora Records 와 계약했지만 2006년 콜롬비아 레코드와 Red Ink로 소속을 옮겼다.
2007년 10월 5일 Spin.com은 MGMT를 오늘의 아티스트로 선정했다. 2007년 11월 14일 롤링 스톤은 MGMT를 2008년에 지켜봐야 할 아티스트 탑 10에 선정했다. 또한 BBC에서 실행한 여론조사인 Sound of 2008 Top 10 중 9위에 선정되기도 했다. Last.fm은 2008년의 최고 아티스트를 뽑는 자신들의 차트에 가장 많이 방송된 새로운 아티스트로 MGMT를 선정했다.
MGMT의 첫 번째 앨범인 Oracular Spectacular는 영국 앨범차트에 12위로 데뷔했고 호주 ARIA차트에서 6위를 차지했으며 빌보드의 Top Heatseekers 차트에서 1위를 차지했다. 그들의 데뷔 앨범은 롤링 스톤지가 선정한 지난 10년간 최고의 앨범 리스트에 이름을 올렸으며 NME에서 선정한 2008년 최고의 앨범 부문에 선정되었다. MGMT는 2008년 호주의 Triple J Hottest 100 차트에서도 두각을 나타내었는데 데뷔 앨범의 싱글 트랙 “Electric Feel”이 2위에 ]]“Kids”]]가 5위에 “Time to Pretend”가 18위에 랭크 되었다.
MGMT는 2010년 그래미 어워드의 최고의 신인상 후보로 노미네이트되었으며 “Kids”는 Best Pop Performance By a Duo or Group with Vocals 부문에 노미네이트되었다. 2010년은 MGMT가 자신들의 이름을 그래미에 선보인 첫 번째 해였다. 2009년 그래미에서는 “Electric Feel”의 Justice Remix 버전을 작업한 Justice가 Best Remixed Recording, Non-Classical 부문을 수상했다.
2010년 4월 13일, MGMT의 두 번째 앨범, Congratulations가 발표되었으며 2011년 4월 기준으로, 그들은 자신들의 세 번째 앨범 작업에 착수했다.

## 밴드의 결성과 초기 활동 (2005-2006)
벤 골드와서와 앤드루 밴와인가든은 웨슬리언 대학교에 재학 중에 밴드를 결성했다. “우리는 밴드를 시작하려 했던 건 아니었어요. 우리는 그냥 우리가 좋아하는 음악을 서로에게 보여주는 것에만 시간을 보냈죠.”(밴 골드바서) 그들은 어떤 형식에 안주하지 않고 실험적인 노이즈 락과 일렉트로닉 장르를 시도했다. 스핀의 파코 앨버즈는 그들을 “변화된 형식의 싸이키델릭 팝의 새로운 브랜드.”라고 지칭하기도 했다. MGMT는 2005년 웨슬리언 대학교를 졸업하고 Time to Pretend(EP)의 프로모션을 위해 밴드 오브 몬트리올의 투어에서 오프닝 공연을 맡았다.
MGMT의 이름은 원래 “The Management”였지만 같은 이름을 사용하는 또 다른 밴드가 있었기 때문에 후에 MGMT로 바뀌었다.

## 음악 활동

### 음악 활동: Oracular Spectacular (2007-2009)
2006년 가을, 머린 케니는 콜롬비아 레코드와 계약했다. 콜롬비아 레코드로부터 레이블이 MGMT의 음악에 관심이 있다는 전화를 처음 받았을 때 MGMT는 그것이 농담이라고 생각했다. MGMT는 플래밍 립스/슬리터-키니의 프로듀서인 데이브 프리드먼과 메이저 데뷔 음반인 Oracular Spectacular를 작업했다. MGMT는 2007년 가을 5인조 투어링 밴드로 오브 몬트리올의 투어의 오프닝 공연을 맡았다. 2007년 11월 MGMT는 밴드 사만다, 커트리너스와 함께 런던에서 공연했다. 2008년 3월 이후 행크 설리번트가 자신의 밴드인 쿠로마를 결성하기 위해 밴드를 떠나고 윌 버만이 새로운 드럼 멤버로 합류했다. 제임스 리처드슨은 드럼에서 기타로 포메이션을 변경했다.
MGMT는 라디오 헤드의 맨체스터 공연에 참여했으며 2008년 11월 영국에서의 합동 공연을 계속했다. MGMT는 M.I.A의 2008 투어 중 바서 칼리지 공연의 오프닝 공연을 맡았으며 벡의 2008/2009 투어의 일부에 참여했다. 그들은 또한 호주의 Meredith Music Festival에 참여했다.
2008년 9월 6일, MGMT는 토론토 Centre Island에서 열린 Virgin Festiva]에서 Oracular Spectacular 앨범에 수록 된 9곡을 공연했다. 그들은 또한 2008년 샌디에이고에서 열린 Street Scene fastival에 참여했으며 2009년 2월 27일, Finsbury Park의 The Dome에서 스펙트럼과 함께 공연했다. MGMT는 또한 2009년 호주의 Splendour in the Grass Festival에 출연했다. MGMT는 이 공연을 블록 파티, 플래밍 립스, 더 해피와 같은 유명한 밴드와 함께 했다.
MGMT는 2009년 8월, 매사추세츠주 보스턴의 Fenway Park에서 열린 폴 매카트니 공연의 오프닝을 맡았다.
2009년 8월 15일, MGMT는 독일의 함부르크에서 열린 Dockville Fesival에서 다음 앨범의 수록곡을 선보였으며 캘리포니아 샌프란시스코에서 열린 Treasure Island Music Festival에서 공연했다.

### 음악 활동: Congratulations (2010-현재)
MGMT의 두 번째 정규 앨범인 Congratulations는 2010년 4월 13일에 발표 되었다. 라이브밴드인 매튜 어스티, 제임스 리처드슨, 윌 버만을 포함한 밴드 멤버들은 2009년 여름을 캘리포니아 말리부에서 피트 켐버와 함께 음반 작업을 하며 보냈다.
MGMT는 앨범에 수록되는 싱글 트랙을 싱글 앨범 형식으로 발매하지 않겠다고 언급했지만 2010년 7월 앨범에 수록 된 4곡을 싱글 앨범으로 발매하기로 했다. Congratulations의 앨범 커버는 앤소니 오스갱이 MGMT를 위해 제작한 디자인이며 디자인 총괄은 소니 엔터테인먼트의 조쉬 체우스가 담당했다. 2010년 3월 9일, MGMT는 싱글 앨범 “Flash Delirium”을 발표했으며 그들의 공식 웹사이트에서 무료로 다운로드를 받을 수 있게 했다. 3월 20일 MGMT는 공식 웹사이트를 통해 새로운 앨범의 스트리밍 서비스를 제공했다.
MGMT는 2010년 4월 12일 샌프란시스코 Fillmore극장에서 Congratulations 투어를 시작했다. 4월 23일 브라운 대학교, 4월 27일 예일 대학교, 4월 30일 뉴 햄프셔 대학교, 5월 1일 포드햄 대학교에서 공연을 가졌다.
그들은 2010년 4월 24일 Saturday Night Live에 출연했으며 5월 11일 새로운 앨범 홍보를 위해 데이빗 레터맨의 Late Show에 출연했다. 6월 11일 콜로라도 모리슨의 Red Rocks Amphitheater에서 열린 공연은 9500석 전석이 매진되었다. 6월 25일 MGMT는 지미 펄롱의 Late Night에 출연했으며 7월 23일 크레이그 퍼거슨의 Late Late Show에 게스트로 초청되었다.
8월 25일 “Congratulations”의 뮤직비디오가 공개되었다. MGMT는 연간 120,000명에 가까운 인파가 몰리는 캘리포니아 Coachella Festival에 참여했다. 2010년 10월 31일 루이지애나 뉴올리언스의 Voodoo Experience에서 열린 공연에서 MGMT는 핼러윈 이벤트로 스쿠비 두의 강도들처럼 변장하기로 했다. 앤드루는 다프네로 변장했고 벤은 벨마로 변장했다. 또한 그들은 2010년 11월 6일 텍사스 오스틴의 Waterloo Park에서 열린 Fun Fun Fun Fest에 참여했다. 이 공연은 MGMT의 2010년 마지막 미국 공연이었다. 2011년 MGMT는 아르헨티나의 Mar del Plata의 해변에서 40,000명의 관중과 자유로운 만남을 가졌다. MGMT는 2011년 2월 22일 그들의 첫 번째 아시아 투어를 시작한다.

## 법적 분쟁
2009년 5월, MGMT는 프랑스의 대통령 사르코지의 대통령 선거 캠페인 송으로 그들의 첫 번째앨범에 수록 된 “Kids”를 무단 도용한 Union for a Popular Movement에게 손해보상을 요구했다. MGMT는 “Kids”가 캠페인 송과 두 개의 온라인 비디오에서 허가 없이 사용되었다고 주장했다.

## 디스코그래피

### 정규 앨범
- Oracular Spectacular (2007)
- Congratulations (2010)
- MGMT (2013)
- Little Dark Age (2018)
- 11•11•11 (2022)
- Loss of Life (2024)

### EP등 기타 발매
- Climbing to New Lows (2005) The Management 명의로 데모 앨범
- We (Don't) Care (2004)
- Time to Pretend (2005)
- Metanoia (2008)

### 싱글
- Time to Pretend (2008)
- Electric Feel (2008)
- Kids (2008)
- Pursuit of Happiness (키드 쿠디 feat. MGMT & 라탓타) (2009)

## 밴드 구성원
- 앤드루 밴와인가든: 리드보컬, 기타, 키보드, 베이스, 드럼 (2002-현재)
- 벤 골드와서: 보컬, 키보드, 기타 (2002-현재)
- Matthew Asti : 베이스 (2008-현재)
- James Richardson : 리드기타, 코러스, 키보드, 퍼커션 (2008-현재)
- Will Berman : 드럼, 퍼커션, 코러스 (2005, 2008-현재)
- Hank Sullivant : 기타, 코러스 (2006-2008)